# Zivilorden für Wohltätigkeit

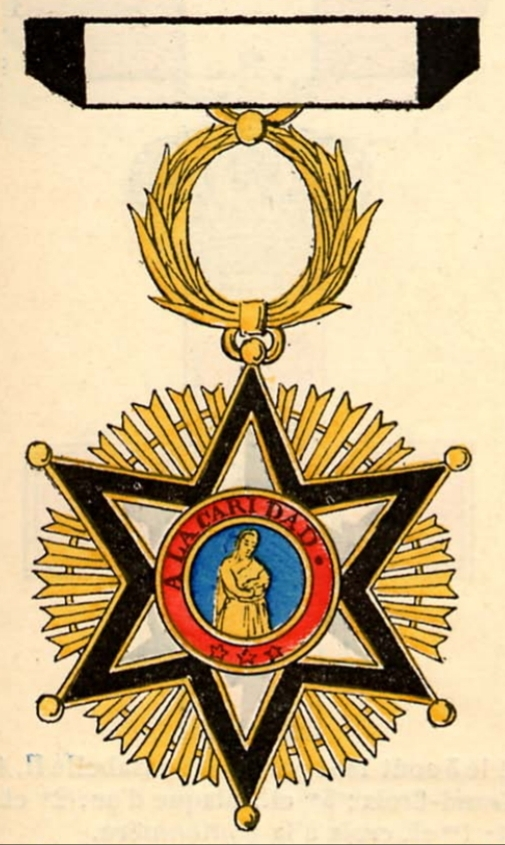
Zeichnung der Ordensinsignie (1896)

Der Zivilorden für Wohltätigkeit (Orden Civil de la Beneficencia) wurde am 17. Mai 1856 durch die Königin Isabella II. als spanischer Verdienstorden gestiftet.

## Geschichte
Anlass der Stiftung waren die seit 1820 auf den Philippinen und später auch in Spanien wiederkehrenden Cholera-Ausbrüche, zuletzt um das Jahr 1854, die viele ehrenamtliche Leistungen zur Bekämpfung erforderlich machten. Diese humanitären Leistungen sollten mit diesem Orden gewürdigt werden. Statutenänderungen ein Jahr später am 30. Dezember 1857 erweiterten den Kreis der möglichen Auszuzeichnenden. Außer dass der Orden für Männer und Frauen geschaffen war, wurden jetzt auch Hilfeleistungen bei Havarien, Katastrophen und Epidemien gewürdigt.
Der Orden wurde am 17. April 1989 durch den Orden Civil de la Solidaridad Social („Zivilorden für gesellschaftliche Solidarität“) ersetzt. 

## Ordensklassen
Der Orden hatte drei Klassen. Finanzielle Unterstützung wurde hilfsbedürftigen Helfern mit der Auszeichnung gewährt.

## Ordensdekoration
Ein sechsspitziger weißemaillierter Stern hatte eine goldene Einfassung und die Sternspitzen waren mit kleinen goldenen Kugeln besetzt. Durch Goldlilien war der schwarze Rand abgesetzt. In den sechs Sternwinkeln brachen goldene Strahlen hervor. An die nach oben zeigende Spitze war ein goldener Palmenkranz mit dem Tragering befestigt. Mittig auf dem Stern lag ein rundes Medaillon auf, dass auf blauer Emaille in Gold ein „Sinnbild der Barmherzigkeit“ zeigte. Umgeben von einem goldrandigen roten Reif mit der Ordensdevise „A la caridad“ und drei Sternen war die Vorderseite veruiert. Die Rückseite hatte die Initialen der Stifterin „I. 2.“ für Isabella II. und der Reif in Blau die Inschrift „Beneficencia publica“.

## Ordensband und Trageweise
Das weiße Ordensband hatte beidseitig einen schwarzen Streifen.
Zur Auszeichnung der ersten Klasse lag die Ordensdekoration auf einem größeren Stern. Der zwölfstrahlige, brillantierte Stern war aus Silber und zwischen den Strahlen war ein goldener Palmenkranz sichtbar. Die Zweite Klasse trug die Auszeichnung als Halsorden, während die dritte Klasse ihn an der linken Brust befestigte.